# Гольдау
Гольдау (нем. Goldau) — населённый пункт в Швейцарии, в кантоне Швиц.
Входит в состав округа Швиц. Находится в составе коммуны Арт. Население составляет 5437 человек (на 31 декабря 2007 года). Гольдау расположен у подножия горы Риги.
В XIX веке через Гольдау прошла Сен-Готардская железная дорога.
На вершину горы из Гольдау ведёт горная железная дорога Arth-Rigi-Bahn.
Зоопарк Гольдау — один из старейших в стране.

## Фотографии

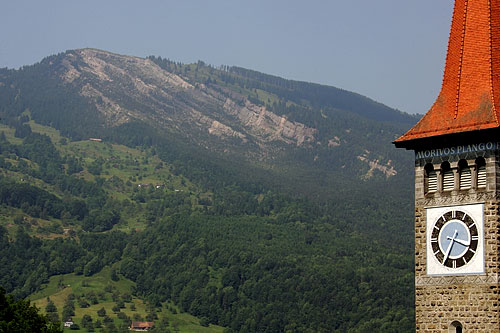
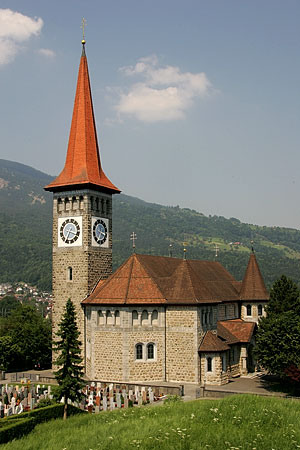
Церковь
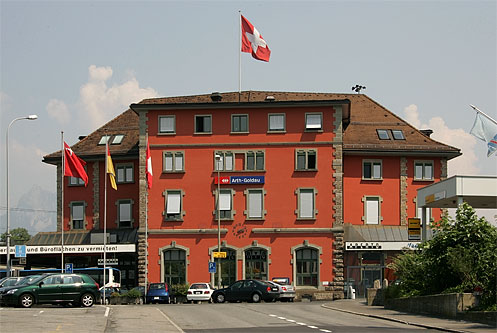
Вокзал
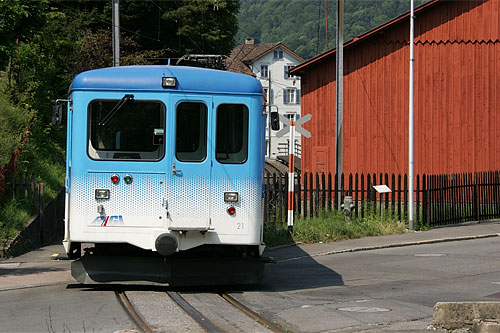
Поезд горной железной дороги